# Фонетика
Фоне́тика (греч. φωνητικός — «звуковой»; от φωνή — «звук») — раздел лингвистики, изучающий явления языкового процесса, связанные с производством и восприятием звуков, движением артикуляционных органов и процессами в слуховом аппарате, либо аналогичными моторно-зрительными явлениями, применительно к жестовым языкам.

## Предмет фонетики
К предмету фонетики относится тесная связь между устной, внутренней и письменной речью. В отличие от других языковедческих дисциплин, фонетика исследует не только языковую функцию, но и материальную сторону своего объекта: работу произносительного аппарата, а также акустическую характеристику звуковых явлений и восприятие их носителями языка. В отличие от нелингвистических дисциплин фонетика рассматривает звуковые явления как элементы языковой системы, служащие для воплощения слов и предложений в материальную звуковую форму, без чего устное общение невозможно. В соответствии с тем, что звуковую сторону языка можно рассматривать в акустико-артикуляторном и функционально-языковом аспектах, в фонетике различают собственно фонетику и фонологию.

## Четыре аспекта фонетических исследований
1. Анатомо-физиологический (артикуляционный) — исследует звук речи с точки зрения его создания: Какие органы речи участвуют в его произношении; активны или пассивны голосовые связки; и т. д.
2. Акустический (физический) — рассматривает звук как колебание воздуха и фиксирует его физические характеристики: частоту (высоту), силу (амплитуду), длительность.
3. Функциональный аспект (фонологический) — изучает функции звуков в языке, оперирует фонемами.
4. Перцептивный — изучает восприятие речи слушающим, устанавливает соотношения между произнесёнными звуками и услышанными.

## История фонетики как науки
Начало изучения механизма образования звуков речи в Европе относится к XVII веку; (в Индии начало изучения фонетики относят к VI веку до н. э.) В Европе оно было вызвано потребностями обучения глухонемых (работы X. П. Бонета, Дж. Уоллиса, И. К. Аммана). В конце XVIII века X. Кратценштейн положил начало акустической теории гласных, которая была развита в середине XIX века Г. Л. Ф. Гельмгольцем. К середине XIX века исследования в области анатомии и физиологии звукообразования были обобщены в трудах Эрнста фон Брюкке. С лингвистической точки зрения учение о звуковой стороне языка во всех его разделах было впервые представлено в работе Э. Зиверса и Й. Шмидта «Grundzüge der Lautphysiologie (нем.)» (1872).
Большой вклад в фонетику внесли такие учёные, как Панини, Р. Раск, Я. Гримм, А. Шлейхер, И. А. Бодуэн де Куртенэ, Ж. П. Руссло, П. Пасси, Ж. Жильерон, Э. Зиверс, М. Граммон, Д. Джоунз, В. А. Богородицкий, Л. В. Щерба, Н. С. Трубецкой, Р. О. Якобсон, Е. Д. Поливанов, Г. Фант, М. Халле, Л. Р. Зиндер, Р. И. Аванесов, М. В. Панов, Л. Л. Касаткин, Л. В. Бондарко, Л. А. Вербицкая, С. В. Кодзасов, О. Ф. Кривнова.

## Методы фонетических исследований
- Артикуляционный аспект:
  - самонаблюдение (интроспекция)
  - палатографирование
  - лингвографирование
  - одонтографирование
  - фотографирование
  - киносъёмка
  - рентгеносъёмка.
- Акустический аспект:
  - осциллографирование
  - спектрографирование
  - интонографирование.

## Основные фонетические единицы и средства
Все единицы фонетики делятся на сегментные и суперсегментные.
Сегментные единицы — единицы, которые можно выделить в потоке речи: звуки, слоги, фонетические слова (ритмические структуры, такт), фонетические фразы (синтагмы).
- Фонетическая фраза — отрезок речи, представляющий собой интонационно-смысловое единство, выделенное с обеих сторон паузами.
- Синтагма (речевой такт) — отрезок фонетической фразы, характеризуется особой интонацией и тактовым ударением. Паузы между тактами не обязательны (или короткие), тактовое ударение не очень интенсивно.
- Фонетическое слово (ритмическая структура) — часть фразы, объединённая одним словесным ударением.
- Слог — наименьшая единица речевой цепочки.
- Звук — минимальная фонетическая единица.

Суперсегментные единицы (интонационные средства) — единицы, которые накладываются на сегментные: мелодические единицы (тон), динамические (ударение) и темпоральные (темп или длительность).
- Ударение — выделение в речи определённой единицы в ряду однородных единиц при помощи интенсивности (энергии) звука.
- Тон — ритмико-мелодический рисунок речи, определяющийся изменением частоты звукового сигнала.
- Темп — скорость речи, которая определяется количеством сегментных единиц, произнесенных за единицу времени.
- Длительность — время звучания сегмента речи.

## Разделы фонетики
Фонетика делится на общую, сравнительную, историческую и описательную.
- Общая фонетика рассматривает закономерности, характерные для звукового строя всех мировых языков. Общая фонетика исследует строение речевого аппарата человека и использование его в разных языках при образовании звуков речи, рассматривает закономерности изменения звуков в речевом потоке, устанавливает классификацию звуков, соотношение звуков и абстрактных фонетических единиц — фонем, устанавливает общие принципы членения звукового потока на звуки, слоги и более крупные единицы.
- Сравнительная фонетика сопоставляет звуковой строй языка с другими языками. Сопоставление чужого и родного языков в первую очередь нужно для того, чтобы увидеть и усвоить особенности чужого языка. Но такое сопоставление проливает свет и на закономерности родного языка. Иногда сравнение родственных языков помогает проникнуть вглубь их истории.
- Историческая фонетика прослеживает развитие языка на протяжении довольно длительного периода времени (иногда со времени появления одного конкретного языка — его отделения от праязыка).
- Описательная фонетика рассматривает звуковой строй конкретного языка на определённом этапе (чаще всего фонетический строй современного языка).

## Артикуляционная фонетика

Место артикуляции звуков

Артикуляционная фонетика рассматривает анатомо-физиологическую базу артикуляции (речевой аппарат) и механизмы речепроизводства.

## Перцептивная фонетика
Перцептивная фонетика рассматривает особенности восприятия звуков речи человеческим органом слуха.
Она призвана отвечать на вопросы, какие звуковые свойства существенны для восприятия речи человеком (например, для опознания данной фонемы) с учётом меняющихся акустических и артикуляционных характеристик речевых сигналов, то есть каковы перцептивные корреляты релевантных (существенных) признаков фонем и просодем.
Она считается также с тем, что люди в процессе восприятия звучащей речи извлекают информацию не только из акустических свойств высказывания, но и из языкового контекста и ситуации общения, прогнозируя общий смысл воспринимаемого сообщения.
Перцептивная фонетика выявляет универсальные и специфические перцептивные характеристики, присущие звукам человеческого языка вообще и звуковым единицам конкретных языков. Она приходит к выводу, что восприятие опирается не только на инвариантные свойства фонем, но и на их вариантные

## Классификация звуков речи[2]
Работа органов речи, направленная на производство звуков речи, называется артикуляцией, которая складывается из 3 частей: приступа, или экскурсии, когда органы готовятся к произношению звука, средней части, или выдержки, когда органы устанавливаются в рабочее положение, и отступа, или рекурсии, когда органы возвращаются в нерабочее положение. Звуки с мгновенной выдержкой — мгновенные звуки (например, [p], [b], [t], [d], [t͡s], [ʨ], [k], [g]), их протягивать или вовсе нельзя (таковы [p], [b], [t], [d], [k], [g]), или же при протягивании они дают другое слуховое впечатление: [t͡s] → [s], [ʨ] → [ɕ]. Звуки с более или менее продолжительной выдержкой — длительные звуки. Хотя их длительность может и не всегда проявляться, но их при желании можно протягивать (таковы гласные, а также звуки [m], [n], [l], [r], [f], [v], [s], [z], [ʂ], [ʐ], [j], [h]; в русском всегда длительно [ɕ]). Впрочем, благодаря тому, что вместо выдержки можно сделать задержку размыкания, получаются и долгие [p], [b], [t], [d], [t͡s], [ʨ], [k], [g], где долгота не от протягивания, а от времени, занимаемого задержкой размыкания (например, в таких случаях, как оббить, оттого, поддал, палаццо, так как и т. п.).
Все звуки речи делятся на гласные и согласные — это деление исходит из акустических и артикуляционных признаков. Впрочем, мнения о возможности разделения гласных и согласных придерживаются далеко не все лингвисты. Так, Фердинанд де Соссюр и Морис Граммон распределяют все звуки речи в 7 (или 9) «растворов», где граница гласных и согласных стирается (хотя у Соссюра имеются соответствующие оговорки); Лев Щерба и его ученики не находят резкой границы гласных и согласных, противопоставляя лишь гласные и шумные согласные (по отсутствию и наличию преграды на пути струи воздуха, по характеру напряженности органов речи и по силе воздушной струи). Природу сонорных согласных эта теория освещает недостаточно ясно.

### Акустические признаки
Акустически звуки речи разделяются на сонорные (звучные) и шумные. Сонорные определяются резонаторными тонами, шумы в них или вовсе не присутствуют (гласные), или участвуют минимально (например, в [r] разного типа); в шумных (а это только согласные) тембр определяется характером данного шума. Самый звучащий звук: [a], самый шумный: [p].
В пределах шумных выделяют:
- Звонкие шумные длительные (пр.: [v], [z], [ʐ])
- Звонкие шумные мгновенные (пр.: [b], [d], [g])
- Глухие шумные длительные (пр.: [f], [s], [ʂ], [h])
- Глухие шумные мгновенные (пр.: [p], [t], [k])

### Артикуляционные признаки
По артикуляционным признакам звуки делятся на ртосмыкатели (согласные) и ртораскрыватели (гласные). Так называемые полугласные звуки ([j] и [w]), находящиеся между гласными и согласными, на поверку всегда оказываются либо теми, либо другими; граница гласных и согласных как раз и проходит между артикуляциями гласных [i], [u] и соответствующих согласных [j] и [w].
Сила выдоха (экспирации) неодинакова у разного рода звуков: она сильнее всего у глухих согласных (почему они и называются fortes — сильные), слабее у звонких согласных (lenes — слабые), ещё слабее у сонорных и, наконец, самая слабая у гласных. В «слабости» гласных и большинства сонорных согласных легко убедиться, если произносить их без голоса.

### Согласные
Проход во рту, по которому идет струя воздуха из легких, может быть:
1. свободным, когда нет никакого препятствия и воздух проходит без трения о стенки; звуки свободного прохода — это гласные;
2. суженным, когда те или иные органы во рту, сближаясь, образуют щель, в которой струя воздуха производит трение о стенки прохода; звуки суженного прохода — это фрикативные согласные (иначе спиранты, щелевые, щелиные, проточные, придувные): к фрикативным согласным относятся [f], [v], [s], [z], [ʂ], [ʐ], [j], [h], а также и гортанные придыхательные [h];
3. сомкнутым, когда на пути струи воздуха соприкасающиеся органы воздвигают полную преграду — смычку, которую либо надо прямо преодолеть, либо струе воздуха следует искать обхода смычки; это смычные согласные, подразделяющиеся на ряд подвидов в зависимости от того, как преодолевается смычка.

Смычные подразделяются на:
- взрывные, когда смычка взрывается под напором струи воздуха и струя воздуха проходит прямо из ротовой полости наружу; это [p], [b], [t], [d], [k], [g], а также и гортанный взрыв [ʔ];
- аффрикаты (смычно-фрикативные), когда смычка сама раскрывается для прохода струи воздуха в щель и воздух проходит через эту щель с трением, но в отличие от фрикативных не длительно, а мгновенно; это [пф], [t͡s], [дз], [ʨ], [дж];
- носовые (или назальные), когда смычка остается ненарушенной, а воздух проходит обходом через нос (для чего надо опустить мягкое небо и продвинуть маленький язычок вперед, не разжимая смычки во рту, которая препятствует выходу воздуха через рот; различие носовых друг от друга объясняется различием ротового резонанса в зависимости от того, где образована смычка); это [m], [n] и другие н (gn французское, ng немецкое и английское);
- боковые (или латеральные), когда смычка остается ненарушенной, но бок языка опущен вниз, и между ним и щекой образуется боковой обход, по которому и выходит воздух; такой способ возможен только при смыкании кончика языка с зубами или альвеолами, а также средней части языка с твердым небом; это разного типа [l];
- дрожащие (или вибранты), когда смычка последовательно и периодически размыкается до свободного прохода и опять смыкается, то есть органы речи производят дрожание, или вибрацию, вследствие чего струя воздуха выходит наружу прерывисто только в моменты размыкания; это разного рода р; картавое язычковое, когда дрожит маленький язычок, соприкасаясь с задней частью большого языка; язычное, когда дрожит кончик языка, соприкасаясь с твердым небом (таково русское [r]), и, наконец, губное, когда дрожат губы (например, в слове тпру!).

#### Шумные
Согласные, характерным признаком которых является шум от сближения органов произношения, который или составляет всё содержание звука (глухие шумные согласные), или преобладает над голосом (звонкие шумные согласные). Голос при произношении шумных согласных или отсутствует, или играет второстепенную роль. В русском языке к шумным согласным принадлежат: а) глухие шумные согласные [k], [h], [p], [f], [t], [s], [ʂ], [ʨ], [t͡s] и б) звонкие шумные согласные [g], [j], [b], [v], [d], [z], [ʐ]. Однако согласные [v] и [j] занимают промежуточное положение между звонкими шумными согласными и сонорными.

#### Сонорные
В русском языке к сонорным согласным относятся [r], [l], [m], [n], [j] ([rʲ], [lʲ], [mʲ], [nʲ]). Например, в словосочетании «лимонный рай» все согласные сонорные.

### Гласные
Гласные звуки и их классификация
Гласные звуки отличаются от согласных наличием голоса — музыкального тона и отсутствием шума.
Существующая классификация гласных учитывает следующие условия образования гласных: 1) степень подъёма языка, 2) место подъёма языка и 3) участие или неучастие губ. Самым существенным из этих условий является положение языка, изменяющее форму и объём полости рта, от состояния которых и зависит качество гласного.
По степени вертикального подъёма языка различаются гласные трех степеней подъёма: гласные верхнего подъёма [i], [ɨ], [u]; гласные среднего подъёма э [e], [o]; гласный нижнего подъёма [a].
Движение языка по горизонтали приводит к образованию гласных трех рядов: гласные переднего ряда [i], э [e]; гласные среднего ряда [ɨ], [a] и гласные заднего ряда [u], [o].
Участие или неучастие губ в образовании гласных является основой для деления гласных на лабиализованные (огубленные) [o], [u] и нелабиализованные (неогубленные) [a], э [e], [i], [ɨ].

## Фонетика русского языка
В звуковом строю русского языка насчитывают 43 фонемы:
6 гласных фонем — [a] [ɛ] [i] [ɨ] [o] [u]; 37 согласных — [b], [bʲ], [v], [vʲ], [g], [gʲ], [d], [dʲ], [ʐ]1, [z], [zʲ], [j], [k], [kʲ], [l], [lʲ], [m], [mʲ], [n], [nʲ], [p], [pʲ], [r], [rʲ], [s], [sʲ], [t], [tʲ], [f], [fʲ], [h], [hʲ], [t͡s], [t͡sʲ], [ʃ], [ɕ], [ʐʲ:]².
1 фонемы [ʐ][t͡s][ʃ] — всегда твёрдые; фонема [t͡sʲ]- всегда мягкая

² некоторые авторы не признают самостоятельности фонем [ɕ] и парного ей [ʐʲ:] (встречается в словах «вожжи», «езжу»), считая их вариантами [ʃ] и [ʐ] (мнение московской фонологической школы)
Каждая фонема в речи представлена своими вариантами (аллофонами). Фонема — это некое абстрактное явление, объединяющее в себе свои аллофоны, она никогда не встречается в речи в чистом виде.
Фонема имеет основной вариант — звук, находящийся в сильной позиции: для гласных — это позиция под ударением, для согласных — позиция перед гласным или сонорным.
Почему фонемы не встречаются в речи в чистом виде?
Когда мы говорим, мы не отделяем звуки друг от друга, но произносим их слитно (причём иногда звуки накладываются друг на друга или вообще выпадают, ср. говорить — [gəvarʲitʲ]. В потоке речи звуки видоизменяются под влиянием соседних фонем. Ср. c-[z] сделать — [zʲdʲelətʲ]: глухие фонемы перед звонкими озвончаются, звонкие перед глухими — оглушаются. Кроме того, на конце слов могут встречаться только глухие согласные(конец слова считается слабой позицией), ср. клад — [klat], но клады — [kladɨ].
Наиболее изменчивой фонемой считается О. Как таковая она встречается только в сильной позиции (под ударением). Во всех остальных случаях она редуцируется (согласно другой точке зрения: происходит чередование фонем /о/ и /а/).
Редукция — видоизменение звука, потеря ими артикуляторной четкости. Редукция бывает количественная и качественная. Фонема О подвергается как количественной, так и качественной редукции, ср. сторожил — [stəraʐɨl], где ə-редуцированный звук, практически не распознаваемый как О.

### Чередования
Порой эти чередования принимают вид довольно причудливых сочетаний, ср. жёлтый — желтеть — [ʐoltɨj] — [ʐɨltʲetʲ]. О чередуется с Ы. Чередование О//Ы называется минимальным фонемным рядом. Существует несколько различных фонемных рядов, вот наиболее распространённые из них:
- О//А: говор — говорить
- Е//И: держит — держать
- А//И: час — часы
- А//Ы: жаль — жалеть и т. д.

Различают два вида чередований: фонетические и исторические. Фонетические в свою очередь делятся на комбинаторные и позиционные. Комбинаторные обусловлены соседством звука с другими, а позиционные — позицией звука в слове, морфеме.
Исторические чередования мы не можем объяснить с фонетической точки зрения. Они, как правило, являются вариантом слова (или морфемы), который широко использовался в прошлом, например бегу — бежать, где бег чередуется с беж (раньше было два различных глагола); рука — ручной и т. д.